# Del Martinová
Del Martinová (5. května 1921 San Francisco – 27. srpna 2008 San Francisco) byla americká feministka a aktivistka za práva lesbických žen. Spolu se svou životní partnerkou Phyllis Lyonovou a dalšími šesti ženami založily v roce 1955 v San Francisku společenský klub pro lesby Dcery Bilitis, ze kterého se vyvinula první organizace obhájkyň lesbického partnerství. Nancy Pelosiová, předsedkyně americké Sněmovny reprezentantů, k tomu řekla, že obě ženy měly zásadní vliv na prosazení legalizace homosexuálních sňatků. 
Del Martinová si vzala svou partnerku Phyllis Lyonovou jen pár minut poté, co vstoupil v platnost verdikt tamního nejvyššího soudu: gayové a lesby mohou v Kalifornii uzavírat manželství.
Del Martinová zemřela 27. srpna 2008 na komplikace dva týdny poté, co si zlomila ruku.